# Faujdar

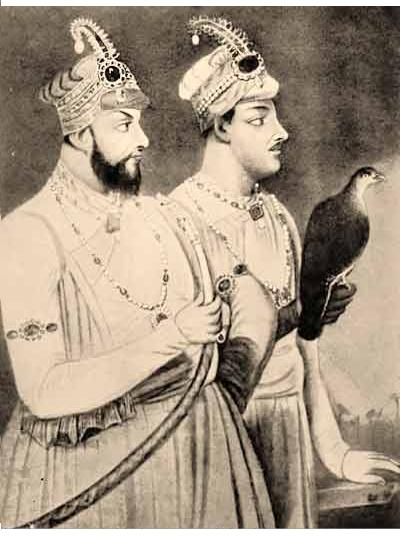
Mir Jafar fue el faujdar mogol de Odisha hasta 1747.

Un faujdar, fauj, faujdār o fawjdār, en el subcontinente indio bajo los mogoles, era un cargo cuyo principal cometido era el de comandante militar, aunque también solía combinar con funciones de policía, judiciales y de ingresos procedentes de las tierras.
Durante la época colonial británica, el título a menudo significaba un jefe de policía a nivel de distrito o un juez penal nativo de bajo nivel.

## Etimología
El nombre de faujdar se deriva del árabe fauj, "tropa", a la que se añadió la terminación persa -dār, 'propietario (oficial)'.

## Historia
El término faujdar es de origen pre-mogol y ya servía para referirse a un oficial militar pero sin rango específico. Con las reformas administrativas realizadas por el emperador mogol Akbar, este rango fue sistematizado. Constituía una unidad administrativa independiente y sus límites territoriales variaron de un lugar a otro y de una época a otra.
En la estructura administrativa provincial mogol existían tres niveles principalmente dedicados al mantenimiento de la ley y el orden, encabezados por el nazim (similar a un gobernador - alcalde), el faujdar y el thanadar (subordinado del anterior). El faujdar generalmente controlaba un sarkar (distrito), con funciones administrativas y de ingresos impositivos.
Una faujdari o jurisdicción controlada por un faujdar, podía comprender varias thanas o guarniciones militares avanzadas y una o varias parganas. Cada thana, estaba bajo la jurisdicción de un thanadar. A cada faujdari se le asignaba un número fijo de sawars y le correspondía al faujdar estacionar los soldados necesarios en las diferentes thanas que estaban debajo de él.
Además, en algunas faujdaris podía haber varias thanas descritas como huzuri o huzuri mashruti. En estas thanas, los thanadares eran nombrados directamente por el gobierno central mediante órdenes reales o por recomendación del nazim o diván de la provincia. Estos thanadares eran, en gran medida, funcionarios independientes que podían recibir órdenes directamente del gobierno central. Probablemente eran puestos bajo la supervisión general del faujdar y se esperaba que cooperaran con él para mantener la ley y el orden. Fueron creados para garantizar un control eficaz ante los faujdares demasiado ambiciosos, pues se habían dado casos en que determinados faujdars se habían enriquecido considerablemente, participando en la exportación de mercancías, ya que tenían el 'poder persuasivo' necesario para deprimir los precios de compra.
En cualquier caso, ante una emergencia, se podría recurrir al faujdar para hacer cumplir las regulaciones imperiales.
Eran designados mediante real orden y su nombramiento llevaba el sello de Bakshi ul Mulki. Recibían órdenes directamente del emperador y presentaban sus peticiones directamente a la corte.

## Funciones
Generalmente, sus deberes militares y policiales incluían:
- Mantener la ley y el orden.
- Hacer cumplir las disposiciones imperiales.
- Impedir bebida alcohólicas y otras actividades prohibidas.
- Asegurarse de que los herreros no fabricaran armas.
- Detener ladrones y restaurar las propiedades robadas. Si no lo hacía, era personalmente responsable.
- Garantizar la seguridad de las carreteras.
- Mantener a los zamindares rebeldes bajo control.
- Asegurarse de que sus soldados estuvieran bien equipados y hacer los arreglos necesarios en caso de que un soldado perdiera su caballo por cualquier motivo.

Sus funciones judiciales eran:
- Impartir justicia.
- Asistir y presidir tribunales, junto con el cadí y el diván.
- Decidir casos relacionados con la Ley Sagrada, en consulta con funcionarios judiciales como los muftíes o cadíes.
- Decidir, sin consultar con nadie, los casos que caían bajo el ámbito de los ingresos fiscales y otras regulaciones imperiales generales.

Sus funciones de administración de ingresos eran:
- Directamente asociadas con la recaudación iban los ingresos de la tierra de los zamindares que eludían el pago y solo pagaban bajo amenaza de la fuerza.
- Poder encomendar la recaudación de los ingresos de la tierra de estos zamindares a los maorís o designar un intermediario y autorizar a los maorís a recaudar los ingresos de la tierra de este último.
- Asociado indirectamente con los ingresos de la tierra, prestar la asistencia necesaria en la recaudación de los ingresos de la tierra a los amiles en las tierras de Khalsa o de los jagires mediante una solicitud por escrito. No podía saquear una aldea hasta que recibiera una solicitud por escrito del amil.
- Al recibir la solicitud por escrito, se le pedía que se hiciera cargo de algunos muqaddams y los persuadiera de que obedecieran. Si respondían favorablemente en esta etapa, se requería que obtuviera el consentimiento por escrito del amil.
- Saquear la aldea y castigar a los rebeldes si los muqaddams se negaban a someterse. Los ryots no deberían sufrir daños y el botín obtenido debía ser entregado al amil, que le debería dar acuse de recibo.